# قانون زنجیره‌ای (احتمال)
در تئوری احتمال ، قانون زنجیره‌ای (به انگلیسی: Chain Rule) امکان محاسبه توزیع توأم مجموعه‌ای از متغیرهای تصادفی را تنها با استفاده از احتمالات شرطی می‌دهد. این قانون در مطالعه شبکه های بیزی مفید است که توزیع احتمال را بر حسب احتمالات شرطی توصیف می‌کند.

## قانون زنجیره ای برای پیشامدها

### دو پیشامد
قانون زنجیره ای برای دو پیشامد تصادفی {\displaystyle A} و {\displaystyle B} اینطور تعریف می‌شود:
{\displaystyle P(A\cap B)=P(B\mid A)\cdot P(A)}

#### مثال
این قانون در مثال زیر شرح داده شده است. 

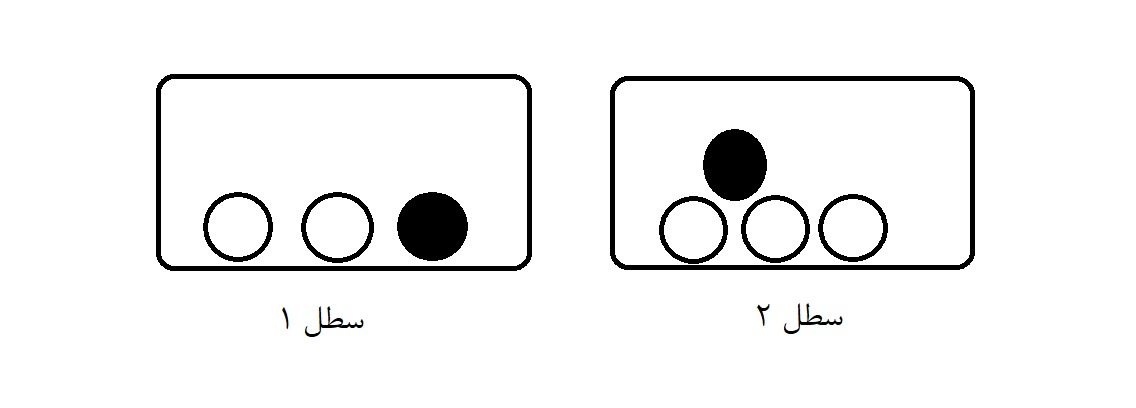
توپ‌های موجود در سطل‌ها

سطل 1 دارای 1 توپ سیاه و 2 توپ سفید و سطل 2 دارای 1 توپ سیاه و 3 توپ سفید می‌باشد. فرض کنید یک سطل را به طور تصادفی انتخاب کرده و سپس یک توپ از آن سطل بر می‌داریم. پیشامد {\displaystyle A} را انتخاب سطل 1 در نظر بگیرید: {\displaystyle P(A)=P({\overline {A}})=1/2} . فرض کنید پیشامد {\displaystyle B} نشان دهنده این باشد که یک توپ سفید برداریم. شانس برداشتن توپ سفید به شرط اینکه اولین سطل را انتخاب کرده باشیم برابر است با {\displaystyle P(B|A)=2/3} . پیشامد {\displaystyle A\cap B} اشتراک دو پیشامد خواهد بود: یعنی انتخاب اولین سطل و یک توپ سفید از آن. احتمال رویداد  {\displaystyle A\cap B} را می توان با قانون زنجیره‌ای احتمال پیدا کرد:
{\displaystyle \mathrm {P} (A\cap B)=\mathrm {P} (B\mid A)\mathrm {P} (A)=2/3\times 1/2=1/3}

### بیش از دو پیشامد
برای رویداد‌های {\displaystyle A_{1},\ldots ,A_{n}} قانون زنجیره به فرمول زیر گسترش می یابد
{\displaystyle \mathrm {P} (A_{n}\cap \ldots \cap A_{1})=\mathrm {P} (A_{n}|A_{n-1}\cap \ldots \cap A_{1})\cdot \mathrm {P} (A_{n-1}\cap \ldots \cap A_{1})}
که می‌توان با استفاده از استقرا آنرا به شکل زیر نوشت
{\displaystyle \mathrm {P} (A_{n}\cap \ldots \cap A_{1})=\prod _{k=1}^{n}\mathrm {P} \left(A_{k}\,{\Bigg |}\,\bigcap _{j=1}^{k-1}A_{j}\right)}

#### مثال
برای چهار پیشامد ( {\displaystyle n=4} ) قاعده زنجیره ای مطابق زیر است
{\displaystyle {\begin{aligned}\mathrm {P} (A_{1}\cap A_{2}\cap A_{3}\cap A_{4})&=\mathrm {P} (A_{4}\mid A_{3}\cap A_{2}\cap A_{1})\cdot \mathrm {P} (A_{3}\cap A_{2}\cap A_{1})\\&=\mathrm {P} (A_{4}\mid A_{3}\cap A_{2}\cap A_{1})\cdot \mathrm {P} (A_{3}\mid A_{2}\cap A_{1})\cdot \mathrm {P} (A_{2}\cap A_{1})\\&=\mathrm {P} (A_{4}\mid A_{3}\cap A_{2}\cap A_{1})\cdot \mathrm {P} (A_{3}\mid A_{2}\cap A_{1})\cdot \mathrm {P} (A_{2}\mid A_{1})\cdot \mathrm {P} (A_{1})\end{aligned}}}
در کارخانه‌ای 200 لامپ تولید شده است که 10 تا از این لامپ ها معیوب هستند. 4 لامپ به تصادف از این 200 لامپ انتخاب می کنیم. چقدر احتمال دارد که همه لامپ ها سالم باشند؟
پیشامد ( {\displaystyle A_{i}} ) برابر با این است که لامپ ( {\displaystyle i} ) سالم باشد برای ( {\displaystyle i=1,2,3,4} ) ما به دنبال محاسبه احتمال  {\displaystyle P(A_{1}\cap A_{2}\cap A_{3}\cap A_{4})}  هستیم. توجه کنید:
{\displaystyle P(A_{1})={\frac {190}{200}}}
اگر بدانیم اولین لامپ سالم بوده است، دومین لامپ از میان 189 لامپ سالم و 10 لامپ معیوب انتخاب می‌شود بنابراین
{\displaystyle P(A_{2}\mid A_{1})={\frac {189}{199}}}
اگر بدانیم اولین و دومین لامپ سالم بوده است، سومین لامپ باید از میان 188 لامپ سالم و 10 لامپ معیوب انتخاب شود بنابراین
{\displaystyle P(A_{3}\mid A_{2}\cap A_{1})={\frac {188}{198}}}
به همین ترتیب برای لامپ چهارم داریم:
{\displaystyle P(A_{4}\mid A_{3}\cap A_{2}\cap A_{1})={\frac {187}{197}}}
بنابراین برای محاسبه مقدار نهایی داریم:
{\displaystyle P(A_{1}\cap A_{2}\cap A_{3}\cap A_{4})=P(A_{4}\mid A_{3}\cap A_{2}\cap A_{1})P(A_{3}\mid A_{2}\cap A_{1})P(A_{2}\mid A_{1})P(A_{1})={\frac {190}{200}}{\frac {189}{199}}{\frac {188}{198}}{\frac {187}{197}}}

## قانون زنجیره ای برای متغیرهای تصادفی

### دو متغیر تصادفی
برای دو متغیر تصادفی {\displaystyle X,Y} ، برای یافتن توزیع توأم، می توانیم با اعمال تعریف احتمال شرطی نتیجه زیر را بگیریم:
{\displaystyle \mathrm {P} (X,Y)=\mathrm {P} (X\mid Y)\cdot P(Y)}

### بیش از دو متغیر تصادفی
متغیرهای تصادفی {\displaystyle X_{1},\ldots ,X_{n}} را در نظر بگیرید. برای یافتن توزیع توأم این متغیرها، می‌توانیم از تعریف احتمال شرطی استفاده کنیم تا به دست آوریم:
{\displaystyle \mathrm {P} (X_{n},\ldots ,X_{1})=\mathrm {P} (X_{n}|X_{n-1},\ldots ,X_{1})\cdot \mathrm {P} (X_{n-1},\ldots ,X_{1})}
اگر این فرایند را برای عبارت آخر تکرار کنیم نتیجه زیر به دست می‌آید:
{\displaystyle \mathrm {P} \left(\bigcap _{k=1}^{n}X_{k}\right)=\prod _{k=1}^{n}\mathrm {P} \left(X_{k}\,{\Bigg |}\,\bigcap _{j=1}^{k-1}X_{j}\right)}

### مثال
برای چهار متغیر تصادفی ( {\displaystyle n=4} )، قانون زنجیره‌ای به شکل زیر در می‌آید که حاصلضرب تعدادی احتمال شرطی است:
{\displaystyle {\begin{aligned}\mathrm {P} (X_{4},X_{3},X_{2},X_{1})&=\mathrm {P} (X_{4}\mid X_{3},X_{2},X_{1})\cdot \mathrm {P} (X_{3},X_{2},X_{1})\\&=\mathrm {P} (X_{4}\mid X_{3},X_{2},X_{1})\cdot \mathrm {P} (X_{3}\mid X_{2},X_{1})\cdot \mathrm {P} (X_{2},X_{1})\\&=\mathrm {P} (X_{4}\mid X_{3},X_{2},X_{1})\cdot \mathrm {P} (X_{3}\mid X_{2},X_{1})\cdot \mathrm {P} (X_{2}\mid X_{1})\cdot \mathrm {P} (X_{1})\end{aligned}}}